# Rosemount, Minnesota
Rosemount är en stad i Dakota County i Minnesota. Vid 2020 års folkräkning hade Rosemount 25 650 invånare.